# 2018 w grach komputerowych
| Skróty platform | Skróty platform                                  |
| --------------- | ------------------------------------------------ |
| DC              | Dreamcast                                        |
| Droid           | Android                                          |
| DS              | Nintendo DS                                      |
| GB              | Game Boy                                         |
| GBA             | Game Boy Advance                                 |
| GBC             | Game Boy Color                                   |
| GCN             | GameCube                                         |
| iOS             | iOS                                              |
| Lin             | komputer osobisty z systemem operacyjnym Linux   |
| Mac             | komputer osobisty Mac                            |
| N64             | Nintendo 64                                      |
| NS              | Nintendo Switch                                  |
| PC              | komputer osobisty                                |
| PS1             | PlayStation                                      |
| PS2             | PlayStation 2                                    |
| PS3             | PlayStation 3                                    |
| PS4             | PlayStation 4                                    |
| PS5             | PlayStation 5                                    |
| PSP             | PlayStation Portable                             |
| PSVita          | PlayStation Vita                                 |
| Wii             | Wii                                              |
| WiiU            | Wii U                                            |
| Win             | komputer osobisty z systemem operacyjnym Windows |
| X360            | Xbox 360                                         |
| XONE            | Xbox One                                         |
| Xbox            | Xbox                                             |
| XSX             | Xbox Series                                      |

Artykuł opisuje ważne wydarzenia w 2018 roku w branży gier komputerowych. Zobacz też: historia gier komputerowych.

## Wydarzenia
| Miesiąc  | Dzień/Dni | Wydarzenie                                                          |
| -------- | --------- | ------------------------------------------------------------------- |
| Marzec   | 19-23     | Game Developers Conference w 2018 w San Francisco.                  |
| Czerwiec | 12-14     | Electronic Entertainment Expo 2018 w Los Angeles Convention Center. |
| Sierpień | 21-25     | Gamescom 2018 w Koelnmesse w Kolonii.                               |

## Wydane gry
Lista gier wydanych w 2018 roku.

### Styczeń – marzec
| Miesiąc       | Dzień | Tytuł                          | Platformy      | Źródła |
| ------------- | ----- | ------------------------------ | -------------- | ------ |
| S T Y C Z E Ń | 23    | Subnautica                     | Win, Mac       | [ 3 ]  |
| S T Y C Z E Ń | 26    | Monster Hunter: World          | Win, PS4, XONE | [ 4 ]  |
| L U T Y       | 8     | Civilization VI: Rise and Fall | Win            | [ 5 ]  |
| L U T Y       | 13    | Kingdom Come: Deliverance      | Win, PS4, XBO  | [ 6 ]  |
| M A R Z E C   | 1     | Tekken Mobile                  | Droid, iOS     | [ 7 ]  |
| M A R Z E C   | 8     | Warhammer: Vermintide 2        | Win            | [ 8 ]  |
| M A R Z E C   | 20    | Sea of Thieves                 | Win, XBO       | [ 9 ]  |
| M A R Z E C   | 23    | A Way Out                      | Win, PS4, XBO  | [ 10 ] |
| M A R Z E C   | 27    | Far Cry 5                      | PC, PS4, XONE  | [ 11 ] |

### Kwiecień – czerwiec
| Miesiąc         | Dzień | Tytuł                                | Platformy     | Źródła |  |
| --------------- | ----- | ------------------------------------ | ------------- | ------ |  |
| K W I E C I E Ń | 20    | God of War                           | PS4, PC       | [ 12 ] |  |
| K W I E C I E Ń | 24    | Frostpunk                            | Win           | [ 13 ] |  |
| M A J           | 3     | Total War Saga: Thrones of Britannia | Win           | [ 14 ] |  |
| M A J           | 8     | Pillars of Eternity II: Deadfire     | Win, Mac, Lin | [ 15 ] |  |
| M A J           | 25    | Detroit: Become Human                | PS4           | [ 16 ] |  |
| C Z E R W I E C | 5     | Vampyr                               | Win, PS4, XBO | [ 17 ] |  |
| C Z E R W I E C | 29    | The Crew 2                           | Win, PS4, XBO | [ 18 ] |  |

### Lipiec – wrzesień
| Miesiąc         | Dzień | Tytuł                                 | Platformy              | Źródła |
| --------------- | ----- | ------------------------------------- | ---------------------- | ------ |
| L I P I E C     | 29    | The Banner Saga 3                     | Win, Mac, NS, PS4, XBO | [ 19 ] |
| S I E R P I E Ń | 14    | World of Warcraft: Battle for Azeroth | Win, Mac               | [ 20 ] |
| W R Z E S I E Ń | 7     | Spider-Man                            | PS4                    | [ 21 ] |
| W R Z E S I E Ń | 14    | Shadow of the Tomb Raider             | Win, PS4, XBO          | [ 22 ] |
| W R Z E S I E Ń | 25    | Pathfinder: Kingmaker                 | Win, Mac, Lin          | [ 23 ] |

### Październik – grudzień
| Miesiąc               | Dzień | Tytuł                            | Platformy     | Źródła |
| --------------------- | ----- | -------------------------------- | ------------- | ------ |
| P A Ź D Z I E R N I K | 5     | Assassin’s Creed Odyssey         | PC, PS4, XONE | [ 24 ] |
| P A Ź D Z I E R N I K | 12    | Call of Duty: Black Ops 4        | Win, PS4, XBO | [ 25 ] |
| P A Ź D Z I E R N I K | 17    | RimWorld                         | Win, Mac, Lin | [ 26 ] |
| P A Ź D Z I E R N I K | 18    | Return of the Obra Dinn          | Win, Mac      | [ 27 ] |
| P A Ź D Z I E R N I K | 19    | Soulcalibur VI                   | Win, PS4, XBO | [ 28 ] |
| P A Ź D Z I E R N I K | 23    | Thronebreaker: The Witcher Tales | Win           | [ 29 ] |
| P A Ź D Z I E R N I K | 26    | Red Dead Redemption 2            | PS4, XBO      | [ 30 ] |
| L I S T O P A D       | 13    | Hitman 2                         | Win, PS4, XBO | [ 31 ] |
| L I S T O P A D       | 14    | Fallout 76                       | Win, PS4, XBO | [ 32 ] |
| L I S T O P A D       | 20    | Battlefield V                    | Win, PS4, XBO | [ 33 ] |
| L I S T O P A D       | 27    | Darksiders III                   | Win, PS4, XBO | [ 34 ] |
| L I S T O P A D       | 28    | Artifact                         | Win, Mac, Lin | [ 35 ] |
| G R U D Z I E Ń       | 4     | Just Cause 4                     | Win, PS4, XBO | [ 36 ] |
| G R U D Z I E Ń       | 7     | Super Smash Bros. Ultimate       | NS            | [ 37 ] |